# Црква Светог Николаја у Вукањи
Црква Светог Николаја у Вукањи, насељеном месту на територији општине Алексинац, припада Епархији нишкој Српске православне цркве.
Изградња цркве је започета 1872. године, а завршена 1874. године. Храм је освећен 20. јула 1874. године, када је у порти саграђен и звоник, а иконостас је направљен 1890. године. Храм има правоугаону основу са једном олтарском и двема певничким апсидама. У потпуности је осликан фрескама.